# Софійська брама
Софійська брама (була розташована майже на перехресті вулиць В. Житомирської та Володимирської) належить до системи укріплень Старокиївської гори від середини XVII ст., сполучаючи «місто Володимира» із «містом Ярослава». Влаштовано браму над проїзжою дорогою, яка проходила від Золотих воріт до одного із шляхів на Поділ (Київської брами та Андріївського узвозу), тобто повторюючи напрямок сучасної Володимирської вулиці. Цю дорогу позначено як на плані І. Ушакова 1695 р., так і на першому інструментальному плані 1745 р.

Плани Києва 1695 р. та 1745 р. із позначенням Софійської брами та напрямком сучасної вул. Володимирської

Брама мала декілька назв, як-то «Батиєві» (за легендарним переказом саме через них увірвалися монгольські війська в дитинець) та «Градські врата». На плані Києва 1745 р. вона випадково підписана як «Київська брама». Історія брами цікавить дослідників Києва вже понад 200 років, які акцентують увагу на часі їх виникнення та функціонування. Зовнішній вигляд брами в другій половині XVII ст. цікавив лише В. О. Харламова та Г. В. Алферову, котрі навели фрагменти писемних джерел того часу та зображення воріт на плані міста 1695 р., але докладно не зупинилися на цьому. Щодо конструкції брами та її змін протягом другої половини XVII та в XVIII ст., то питання лишається відкритим і потребує подальших досліджень.

## Історіографія питання
Вперше залишки конструкцій описано М. І. Петровим у 1893 р. під час підготовки ІХ Археологічного з'їзду. Дослідник М. І. Петров зафіксував кладку тонких квадратних цеглин, через що В. Б. Антонович відніс час зведення брами на кінець Х ст. У 1913 р. під час ремонту Володимирської вулиці член «Київського товариства охорони пам'яток давнини і мистецтва» О. Д. Ертель обстежив повністю розкриті фундаменти та зробив короткий опис. У фондах ЦДІАК України зберігається п'ять креслеників, на яких зображено загальний план брами, окремі плани західної та східної її частин та стратиграфія ділянок навколо них, та ще два плани цих частин з позначенням глибин кладок.

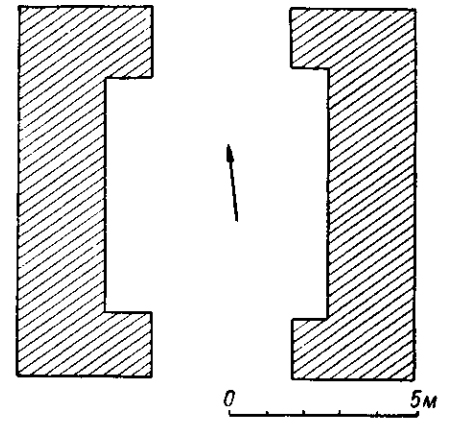
Кресленик фундаментів Софійської брами О. Д. Ертеля. 1913 р.

У 1935 р. вийшла стаття В. Стефановича, у які він описує фундаменти — дві паралельні стіни, що проходять за 4,0—5,0 м одна від одної, вони завдовжки 5,0—6,0 м, завширшки 1,5—2,0 м, глибина підошви східного пілону 1,5 м, західного — 0,8 м (погано зберігся). За словами автора фундаменти були споруджені із «давньої цегляної кладки т. зв. „великокнязівського“ періоду». У верхній частині культурного шару між фундаментів (земляний насип без датуючих знахідок) зафіксовано шаблю та 10 монет Олексія Михайловича. Між фундаментів упоперек проїзду розміщувалися дубові колоди, які автор порівняв з подібними, зафіксованими на вул. Володимирській ближче до Десятинного провулку. В. Стефанович атрибутував об'єкт брамою, що входила у складну систему захисних споруд міста ХІІ—ХІІІ ст. (використовуючи відкриті поруч вали та рови як доказ), а саму конструкцію відніс до типової для Х—ХІІ ст. кладки.
У 1935 та 1940 рр. дослідження провадив І. М. Самойловський. Ним зафіксовано квадратну міцну цеглу ранньофеодального часу товщиною 3,0 см, скріплену вапновим розчином того ж часу. Поверх цієї кладки була цегла середньовічна — крихка, з жолобками з одного боку, розміром 28 × 15 × 6,0 см (звичні розміри цеглин другої половини XVII ст.). Під час досліджень 1940 р. на глибині 0,32 м від сучасної поверхні виявлено цегляну кладку XVII—XVIII ст. на розчині сірого кольору з білими крапочками, що свідчило, на думку І. М. Самойловського, про багаторазову реставрацію брами протягом її тривалого існування. Нижче, від глибини 0,77 до 1,23 м, починалася бутова кладка, яка лежала in situ на лесі. Камені були із сірого пісковику різного розміру (до 0,5 × 0,5 × 0,5 м), добре пригнані один до одного, без слідів розчину, але подекуди скріплені глиною, через що автор відніс кладку до довізантійської техніки будівництва, порівнявши її із капищем В. В. Хвойки. Між каменями траплявся щебінь, уламки червоного пірофілітового сланцю, фрагменти розчину від штукатурки та фрагменти фрески з коричневою фарбою (яку дослідник відніс до можливої надбрамної церкви). За 6,0 м на захід зафіксовано другу половину фундаменту брами подібної конструкції (залягала на глибині від 0,65 до 1,5 м), де між камінням зафіксовано уламки стародавньої цегли та розчину Х—ХІІ ст.
Таку «мішану» кладку автор пояснив сучасними та пізньосередньовічними пошкодженнями від ремонтних робіт. Також І. М. Самойловський зазначає, що по периметру кладки не зафіксовано траншей, які у свій час було закладено для влаштування фундаменту, тобто він розміщувався у викопаних під нього ямах повністю. Крім того, зафіксовано дві дерев'яні вимостки між фундаментами: верхня влаштована зі соснових деревин поперек проїзду, нижня із дубових дощок вздовж проїзду. Між ними трапилася литовська монета другої половини XVI ст. та фрагмент полив'яного посуду. Нижче залягав темний мішаний ґрунт із золистими прошарками та керамічним матеріалом ІХ—ХІІ ст. Материковий лес починався на глибині 1,75 м. Доказами спорудження брами у Х ст., на думку автора, є чітка межа між двома видами кладок та місце влаштування брами на лінії проходження давньоруського валу та рову, що досліджені ним же поряд у 1949 р.
І. М. Самойловський у своїй статті 1965 р., посилаючись на записи О. Д. Ертеля, подає точніші за В. Стефановича дані щодо фундаменту. Так, це дві поздовжні кладки з буту шириною 2,3 м, довжина фундаменту 10 м, по зовнішньому краю 10,6 м, у середній частині проїзду 6,0 м, у північному та південному кінцях проїзду —3,7 м — оскільки тут ширина кладки розширюється.
Після 1940 р. не було археологічних досліджень Софійської брами.
С. Р. Кілієвич у монографії «Детинец Киева ІХ — первой половины ХІІІ веков» повторює подану В. Стефановичем та І. М. Самойловським інформацію, називаючи Софійську браму головним в'їздом до міста часів Володимира Святославовича. Також автор подала малюнок реконструкції брами за Ю. С. Асеєвим.
В. О. Харламов та Г. В. Алферова у статті «Крепостные укрепления Киева во второй половине XVII века» подають писемні дані про спорудження Софійської брами та її зовнішній вигляд на 50—70 рр. XVII ст. та від 1687 р. У наступній спільній монографії вони повертаються до опису брами, залучаючи також графічні джерела, а саме план Києва 1695 р. І. Ушакова. Автори, посилаючись на вказану працю І. М. Самойловського, погоджуються з існуванням шару давньоруської кладки під «ремонтними роботами середини XVII ст.».
У 1987 р. Н. Г. Логвин атрибутувала кладку із розкопів Софійської брами як дохристиянську кладку Х ст.
У 1998 р. виходить стаття Я. Є. Боровського та І. І. Мовчана, присвячена Софійській брамі, у якій автори розділяють точку зору В. О. Харламова та Г. В. Алферової, доповнюючи відомості про зовнішній вигляд брами археологічними даними (як-то вимостка-мостова із дубових колод). Вчені притримуються точки зору про використання давніх фундаментів під час зведення брами у другій половині XVII ст.
У критично-аналітичній статті В. К. Козюби щодо «міста Володимира» Софійській брамі відведено окрему частину. Використовуючи писемні та археологічні матеріали автор стверджує, що муровані фундаменти відносяться до другої половини XVII ст. (а саме часу від 1687 р.). Дослідник акцентує увагу на глиняний розчин між каміннями та цеглою, який, на його думку, широко використовували з XVII ст. Водночас він відмічає, що такий розчин з'явився в Київській архітектурі з другої половини ХІІ ст. і що, враховуючи його твердження про відсутність укріплень «міста Володимира» із середини ХІ ст., є ще одним доказом пізнього часу побудови брами. Знайдені фрагменти фресок та плінфи, скріпленої вапняно-цем'янковим розчином, В. К. Козюба пояснює вторинним використанням залишків давньоруських будівельних матеріалів вже у другій половині XVII ст., спираючись на Розписний список 1687 р., де вказано, що «да сорок возов бутового камени накопали в Киеве». Крім того, вчений вважає, що головний в'їзд у «місто Володимира» у Х—ХІ ст. знаходився в іншому місці, а на місці Софійської брами проходив вал та рів. В. К. Козюба не заглиблюється у питання зовнішнього вигляду брами та його змін у XVII—XVIII ст.
Із твердженнями В. К. Козюби згоден Д. Д. Йолшин у своїй праці про монументальну архітектуру Києва Х ст. Також слід згадати статтю О. В. Комара про топографію Старокиївської гори, у якій він також погоджується із висновками В. К. Козюби про час влаштування фундаментів Софійської брами.
Досліджуючи вплив артилерійської практики на реконструкцію Київської фортеці в останній третині XVII ст. О. Є. Мальченко приписує П. Гордону демонтаж та перебудову Софійської брами наприкінці 1670-х рр.
У 2014 р. виходить стаття В. С. Жиголи, у якій автор проаналізував дані археологічних досліджень, графічні та писемні джерела, що стосуються Софійської брами, подає варіант реконструкції брами та виділяє будівельні періоди споруди.

## Зовнішній вигляд за писемними джерелами

### Зведення брами у 1654р.
30 січня 1654 р. російські військові спеціалісти — князі Ф. С. Куракін і Ф. Ф. Волконський — прибули до Києва для інспекції його фортифікації. Вони звітували цареві, що подільський острог і вежі майже зруйновані, а укріплення Замкової гори в неналежному стані та займають невигідну стратегічну позицію. Тож вони вирішили будувати укріплення на Старокиївській горі. Судячи з розписних книг, після закінчення роботи вони надіслали цареві графічний звіт, який донині не зберігся.
Відомості про Софійську браму 1654 р. містяться в описі міста 1673 р.: «Старая башня… рублена в 6 стен, ветха,… доведется сделать новые ворота,… как сделаны Михайловские ворота. … А те Софейские ворота будут в подошве длиною 8 сажень, в вышину и в ширину пол 2 сажени». Наступного, 1674 р. ревізор А. І. Свіязєв повідомляє: «Софейская башня деревяная рублена в 8 стен, ветха, под нею проезжие ворота целы».

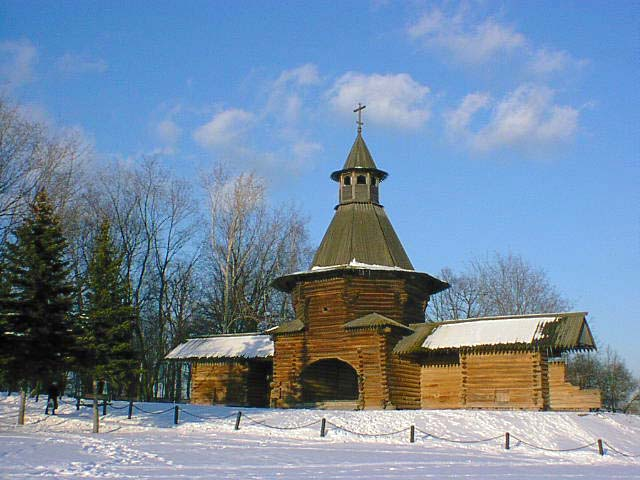
Коломенське. Надбрамна вежа Миколо-Карельського монастиря

Зважаючи на те, що у 1654 р. «острог поставлен стоячий, сосновый, в одно бревно» без земляних валів, а також на те, що ще не було влаштовано захисних стін «міста Ярослава», була потреба зміцнювати фортифікацію вежами. Про це прямо повідомлялося у звіті цареві 17 березня 1654 р. напередодні нападу поляків: «а около… митрополитова двора ограда деревянная и башни поставлены и бои просечены, а по мере кругом будет сажен с триста рву нет, стоит на ровном месте». Вже 31 березня звітували, що розпочали копати рів та робити міст перед Софійською брамою. Варто зазначити, що подібна конструкція була звичайною для військового зодчества Московської держави XVII ст.
Щодо розмірів вежі Софійської брами, то за можливий приклад слугує опис 1674 р. ревізора А. І. Свіязєва Київської брами та її вежі: «Киевская башня деревянная рублена… в шесть стен в вышину 10 сажень, поперек 15 сажень». Зважаючи на розташування Київської брами на схилі та потребу в значніших розмірах для її зведення, габарити Софійської брами могли бути менші, ніж 30 м у діаметрі та 20 м заввишки.

### Ремонти у 1670-х рр.

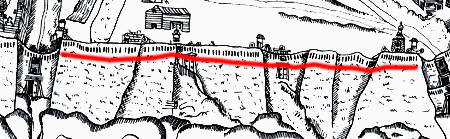
Зображення бійниць на валах на плані І.Ушакова 1695 р.

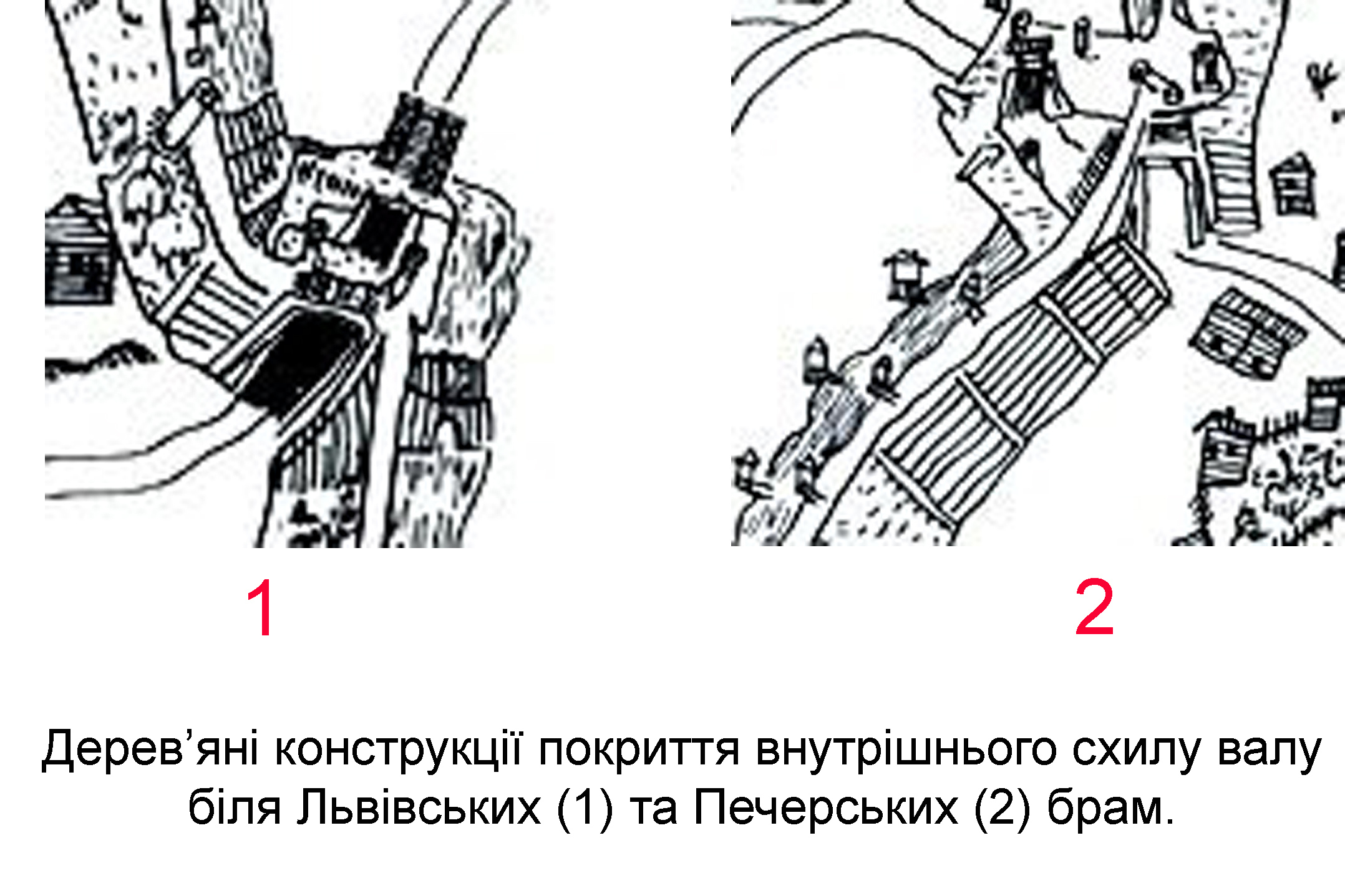
Зображення Львівської (1) та Печерської (2) брам на плані Києва 1695 р.

У 1672 р. розпочалася підготовка до російсько-турецької війни і Київ, як один із форт-постів Правобережжя, підлягав змінам та укріпленню. Як вже згадувалося, 1673 р. дерев'яну Софійську браму інспектували, визнали її вежу занедбаною та відремонтували в'їзну частину. В цей же час проводяться широкомасштабні реконструкції інших брам та частин укріплень, а також майже скрізь влаштовувався новий тип фортифікацій — високий та широкий земляний вал (у підошві 12 м, гребінь завширшки 6,0 м), на верхівку впоперек вкладалися загострені у бік поля колоди, на них насипався земляний бруствер із бійницями, заввишки до 2,5 м. На плані І. Ушакова цю конструкцію нанесено поверх валів на передньому плані, а також на виводах, намальованих анфас чи збоку (вивід - укріплення типу равелін, яке слугувало для прикриття фортеці від вогню та атак противника, а також для зосередження військ на випадок вилазок). Саме такі вали з обох боків підходили до Софійської брами і, можливо, вони теж мали бруствер із бійницями.
До іншого звіту 1673 р. відноситься наступна згадка Софійської брами: «Подле того Троецкого выводу зделано новые Софийские ворота. И у тех ворот снутри города лесом недорублено и перед вороты через ров подъемный мост не намощен бревнами и подъемные пяльцы на мосту ж не сделаны, … и мочно то учинить нынешним зимним временем». Тобто, після відновлення проїзжої частини («новые ворота») нова інспекція постановила відремонтувати міст та його підйомну конструкцію. Також зі слів «лесом недорублено» можна зробити висновок, що відновлювалося або дороблювалося покриття внутрішнього схилу валу по обидві сторони від брами, подібні до таких обабіч Львівської та Печерської брами «міста Ярослава». Отже, ремонті роботи проводилися постійно, кожного разу звертаючи увагу на ту чи іншу частину укріплень міста, або на окремі конструктивні деталі веж та брам.
У листопаді 1678 р. посаду інженера з реконструкції укріплень займає П. Гордон, який, виходячи із його розпису до Малоросійського приказу, запланував нові масштабні роботи, а також збільшення гарнізону Києва. Окрім остаточного зведення земляних валів на усіх частинах Верхнього міста, шотландський інженер насичує арсенал залізними інструментами (скоби для зміцнення, гаки, цвяхи, засови на брами та хвіртки, підйомне веретено для Золотих воріт, підземні труби для відводу опадів тощо), знищує останню дерев'яну вежу над Київською брамою, влаштовує сучасні підземні ходи для вилазок, розширює рови, оновлює дерев'яні конструкції брам у виводах, а також широко застосовує каміння та цеглу в будівництві брам. До діяльності П. Гордона можна віднести можливий ремонт дерев'яних конструкцій Софійської брами та її виводу, який, імовірно, звели під його керівництвом. Писемні джерела не дають інформації щодо тогочасного ремонту дерев'яної вежі над Софійською брамою. Але відомо, що зовнішнього вигляду вона не змінила, адже за кілька років в розписному списку 1687 р. йдеться про демонтаж «ветхой» дерев'яної вежі, яка згадується ще в 1674 р.
У «Росписи Киева» 1682 р. згадується, що Софійська брама має дерев'яну вежу, підйомний міст і вивід, периметром 47 сажнів.
Тобто, Софійська брама від 50-х до середини 80-х рр. XVII ст. була дерев'яна, мала відносно високу дерев'яну вежу, яка, станом на 1674 та 1687 рр., була у неналежному стані та могла декілька разів ремонтуватися, самі проїзні ворота неодноразово ремонтувалися, могли мати металеву решітку, перед брамою у 1670-х рр. зводиться вивід з ворітьми, перед яким знаходився підйомний міст через викопаний рів.

### Перебудова брами напередодні 1687р.
Кардинально свій вигляд Софійська брама змінює напередодні 1687 р. У Розписному списку за цей рік воєвода І. В. Бутурлін, приймаючи посаду воєводи міста, звітує: «по указу… Малоросского приказу в Верхнем Меньшом городе вместо старой ветхой Софейской деревяной башни… сделана новая против образца солдацкого строю полковника А. Левистона с воловым ходом в ровенстве. А с загородной стороны через городовую стену та башня не знатна, потому что перед тою башней сделан вывод земляной с ворота. И та каменная башня покрыта лубьем, … потому что та башня не в отделке». Хоча в той рік вона не була добудована, адже у тому ж звіті йдеться про відправку до Москви паперового макету із подальшим його підтвердженням, але вже на плані І. Ушакова 1695 р. Софійська брама постає ідентичною до опису.

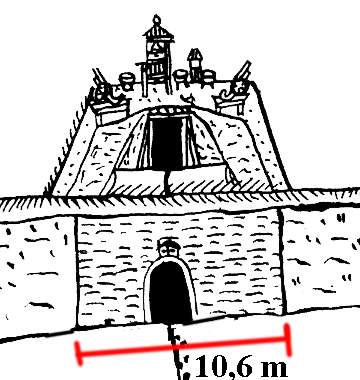
Зображення Софійської брами на плані Києва 1695 р.

Завдяки згаданому Розписному списку, плану І. Ушакова та даними археологічних досліджень можна з великою долею достовірності реконструювати зовнішній вигляд Софійської брами, станом на 90-ті рр. XVII ст. Центральне місце займала кам'яна мурована споруда (за терміном XVII ст. — вежа), яка складалася з двох паралельних стін завдовжки по 10 м, відстань між їх зовнішніми краями 10,6 м, завширшки стіни були по 2,3 м, фундамент починався з глибини 1,5 м від сучасної поверхні (на час розкопок І. М. Самойловського). Ці археологічні дані підтверджуються тим же Розписним списком, де вказано: «для утверждения подошвы выкопан ров глубиною два аршина (1,4 м)… в трех аршинную сажень (2,1 м), и те рвы набучены диким большим каменем и мелким щебенем». Фундамент було забутовано великим камінням, щебенем, пізньосередньовічною кладкою та кладкою часів Київської Русі, яку було зафіксовано археологами. Наземну частину було побудовано із цегляної кладки, адже у звіті згадують про залишені біля брами будівельні матеріали — цеглу та вапно, а також відомо про функціонування на Хрещатику однієї печі для випалювання вапна та шести для цегли.

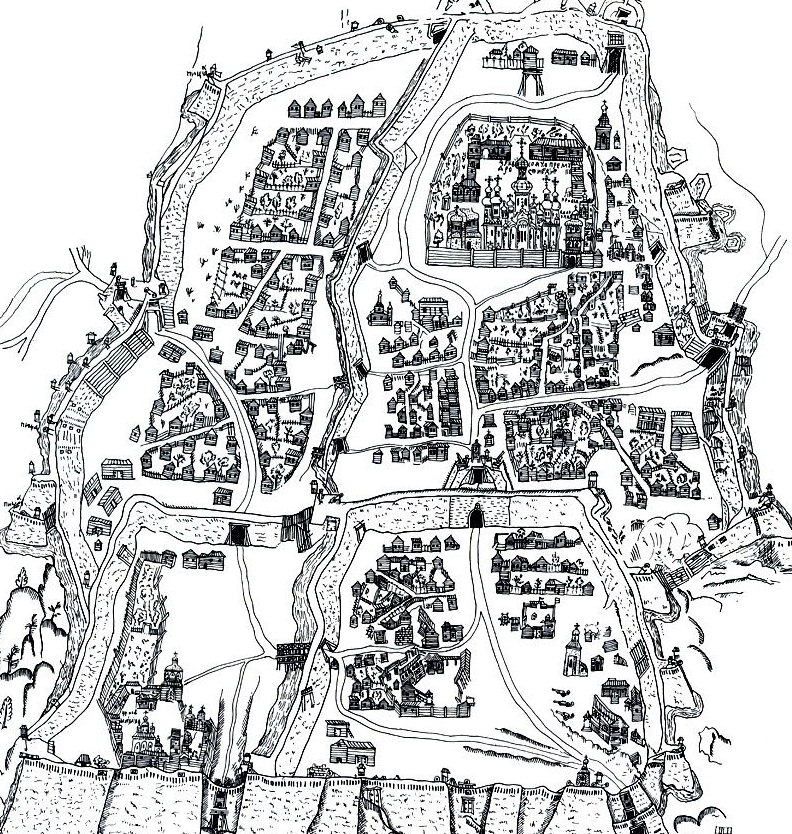
Верхній Київ на плані 1695 р.

З двох боків до кам'яної конструкції підходив вал, який заввишки був як і брама. Щодо висоти валу, то писемні джерела не згадують цих параметрів. На сьогодні вал XVII—XIX ст. лишився невеличким фрагментом лише на вул. Б. Грінченка навпроти Будинку архітектора, де його сучасна висота не перевищує 8,0 м. Крім того, опосередкованим свідченням висоти валу та брами може слугувати її зображення у вигляді підпрямокутника, основа якого має бути наближена до 10,6 м. Можна зробити припущення, що висота Софійської брами та валів обабіч неї була менше, ніж 10 м. На плані І. Ушакова кам'яна конструкція брами має склепіння над прозжою частиною та перекритий дах, який нерозривно пов'язаний з гребенем валу для вільного пересування. Як вже згадувалося, на верхівку валу впоперек вкладалися загострені у бік поля колоди, на них насипався земляний бруствер із бійницями, заввишки до 2,5 м. Подібна конструкція могла бути влаштована і на перекритій верхівці кам'яної конструкції, хоча вона не зображена на плані І. Ушакова, проте на інших частинах валу Верхнього Києва, окрім згаданих, її теж не намальовано. Звіт 1673 р. про зведення валів повідомляє, що гребінь був завширшки приблизно 6,0 м, підошва завширшки до 12 м, що корегується з довжиною досліджених фундаментів. Схили валу покривалися дереном.
До конструкції брами входили два проїзди, перекриті склепінням. Зовнішній вихід мав підйомну залізну решітку, внутрішній, скоріш за все, — дерев'яні двері. На плані І. Ушакова над склепінням внутрішнього входу, ймовірно, зображено отвір (вікно чи бійницю), який міг бути влаштований у приміщенні над проїздом із механізмом підйому решітки. Подібний отвір міг бути влаштований і над склепінням зовнішнього входу. Відомо про отвори Золотих воріт, Київської брами та, можливо, Михайлівської хвіртки.
Перше зображення Софійської брами містить складений І. В. Бутурліним у 1688 р. кресленик «міста Володимира» та «Михайлівського відділення», де брама намальовано схематично (так само, як і Київська та Михайлівська брами), без виводу, але помітно головні риси мурованої конструкції та проїзду із склепінням.
Також Розписний список 1687 р. та план І. Ушакова дають можливість реконструювати зовнішній вигляд виводу перед Софійською брамою. Зі слів «… с загородной стороны через городовую стену та башня не знатна, потому что перед тою башней сделан вывод земляной с ворота» можна зробити висновок, що вал виводу міг бути не нижчім за кам'яну конструкцію. Розміри виводу вказано у «Росписи Киева» 1682 р. — периметр 47 саженів. Судячи з плану 1695 р. вивід міг мати трапецієподібну форму, де за більшу основу слугувала мурована Софійська брама, паралельна їй основа — напільна стіна виводу, в якій влаштовано прохід з дерев'яною брамою та вежею з конструкцією підйомного мосту. Бокові стінки виводу сполучаються з валом «міста Володимира» з боків від кам'яної конструкції Софійської брами та, ймовірніше, були нерозривно пов'язані для зручного пересування. Г. В. Алферова та В. О. Харламов на своїй реконструкції плану поміщують дві гармати на верхніх кутах трапеції. Імовірно, вивід теж мав земляний бруствер із бійницями, як вивід Київської брами чи інші виводи.

## Геометрична форма виводу

Зображення Софійської брами на планах Києва 1706 р. (1), 1745 р. (2), 1750 р. (3) та 1780 р. (4).

План Білгородської (1) та реконструкція Яблонівської фортець (2) XVII ст.

Найбільше питання постає саме із геометричною формою виводу перед Софійською брамою. Якщо план І. Ушакова передає трапецієподібну форму із проїздом у коротшій напільній основі, то всі наступні, а саме масштабні та інструментальні, зображують п'ятикутній вивід з в'їздом та мостом у південно-західній стінці. Також на цих планах помітно муровану конструкцію. На планах 1780, 1783 та 1787 рр. зображено також міст через рів. На думку В. С. Жиголи, вивід Софійської брами, починаючи від 1670-х рр., одразу мав п'ятикутну форму і не змінював її до кінця функціонування, а зображення трапецієподіної форми на плані І. Ушакова вважається схематичним. Хоча є імовірність, що в 1695 р. вивід міг мати трапецієподібну форму, та вже під час підготовки до Північної війни його перепланували. П'ятикутну форму виводу другої половини XVII ст. подає також В. К. Козюба. Крім того, ця форма характерна, якщо не сказати стандартна, не тільки для всіх інших виводів Києва, а й московського військового зодчества того періоду взагалі.
Мурована частина Софійської брами за наказом коменданта Києва була розібрана у 1798 р. Останні роки її функціонування описано в М. Ф. Берлинського, а нижню частину брами ще у середині ХІХ ст. на проїзжій частині бачив М. В. Закревський. Плани міста 1803 та 1812 рр. не містять зображення цегляної конструкції, але вивід продовжує функціонувати. Після утвердження плану Звіренецького укріплення 1810 р. під час підготовки до війни з французами, було вирішено не оновлювати укріплення Старокиївської гори, які почали демонтувати у різних частинах міста. Так, на плані 1837 р. на місці колишньої Софійської брами не зображено жодних укріплень, в той час як ще недемонтована Львівська брама та вивід нанесені на план.
Варто зазначити, що на сьогодні залишаються не дослідженими писемні джерела щодо укріплень Києва XVIII ст., розробка яких доповнила б відомості про Софійську браму. Так, Г. В. Алферова та В. О. Харламов дослідили низку документів у Російському державному архіві давніх актів, віднайшли невідомі описи укріплень та звіти про їх побудову чи ремонти (як то Розписні списки чи «Сметные списки», але дослідники обмежилися документами до початку XVIII ст., що викликано хронологічними рамками монографії.

## Будівельні періоди Софійської брами
Отже, на основі писемних, графічних та археологічних джерел можна виділити чотири періоди існування Софійської брами: 1) у 50—70 рр. XVII ст. влаштовано дерев'яну вежу; 2) у 70-х — першій половині 80-х рр. XVII ст. насипаються земляні вали, перед брамою влаштовується вивід; 3) середина 1680-х рр. — кінець XVIII ст. існує кам'яна конструкція (натомість дерев'яної вежі) разом із виводом; 4) кінець XVIII ст. — перше десятиліття ХІХ ст. функціонує лише вивід.